# Мартин, Дон
Дон Мартин (англ. Dawn Martin, род. в 1976 в Дандолке, Ирландия) — ирландская певица, представительница Ирландии на конкурсе песни Евровидение 1998.
Родилась в городе Дандолк на севере Ирландии. С детства выступала в детском хоре и школьных мероприятиях. После окончания школы устроилась на работу парикмахером, однако и после этого продолжала свои выступления в различных досуговых заведениях. Впоследствии, став членом поп-группы «A Good Choice», нередко выступала по радио. На одном из таких радиоэфиров её услышал продюсер Джерри Морган, который, связавшись с певицей, предложил той выступить на национальном отборочном туре для конкурса песни Евровидение Победившая на отборе Мартин отправилась представлять свою страну на конкурс в Бирмингем с песней «Is always over now?» Исполнительница финишировала девятой, набрав 64 очка.
В 2011 Дон Мартин выступила на «Eurobash» в Panti Bar в Дублине с новой версией концертной композиции.